# Cinara sitchensis
Cinara sitchensis är en insektsart som beskrevs av Hottes 1958. Cinara sitchensis ingår i släktet Cinara och familjen långrörsbladlöss. Inga underarter finns listade i Catalogue of Life.